# حافظه شئ دیجیتال
حافظه شئ دیجیتال (DOMe) یک فضای ذخیره‌سازی دیجیتال است که کاربرد آن در حفظ دائمی تمام اطلاعات مربوط به یک شئ فیزیکی (شئ موجود در دنیای واقعی و نه مجازی) است که در طول عمر این شئ جمع‌آوری می‌شوند. حفظ این اطلاعات این امکان را فراهم می‌کند که با مرتبط ساختن این اطلاعات با اشیاء حقیقی بتوان ساختمان اصلی و بستر مورد نیاز اینترنت اشیاء (IoT) را فراهم آورد.

طبقه‌بندی حافظه‌های دیجیتال اشیاء(DOMe)

این حافظه‌های نیازمند این هستند که هر شئ فیزیکی با یک شناسه(ID) منحصر به فرد شناخته شود. تکنیک‌های ساخت کد شناسه و الصاق آنان به هر جسم بسیارند اما استفاده از روش‌هایی که در آن‌ها کد خروجی برای ماشین خوانا (Machine-readable) هستند الزامی است. روش‌های رایج عبارتند از بارکدهای یک یا دو بعدی مثل کیو آر کد(QRCode) یا ماتریس داده(DataMatrix) و برچسب‌های رادیویی مثل RFID یا NFC. این کدها یا برچسب‌ها روش‌های کم هزینه ای هستند اما نیازمند زیرساخت‌های اساسی برای میزبانی داده‌های موجود در حافظه هستند.

## حافظه‌های شئ دیجیتال فعال
برخلاف حافظه‌های مذکور که تنها فضای ذخیره‌سازی غیرفعال را فراهم می‌کنند سیستم پیچیده‌تر حافظه شئ دیجیتال فعال(ADOMe) مبتنی بر سامانه تعبیه شده از نظر سامانه فیزیکی-سایبری هستند و در بخش سخت‌افزاری شامل موارد زیر می‌باشند:
- یک ریزپردازنده
- حافظه (Memory)
- سیستم‌های حسگر
- تراشه‌های موقعیت‌یاب
- ماژول‌های رادیویی برای اتصال به شبکه
- احتمالاً عملگرهای مکانیکی
- واحد تأمین انرژی خود حافظه یا واحد کسب انرژی

و در بخش نرم‌افزاری موارد زیر موجودند:
- توابع مدیریت حافظه
- اجزاء تفسیر (Interpretation) حسگر
- ماژول‌های نرم‌افزاری برای جلوگیری از خطاهای حسگر
- اجزاء پردازش منطق و تبدیل حالت (state transformation)
- رابط‌های ارتباطی
- رابط‌های کاربری
- ماژول‌های امنیتی

چنین حافظه‌های فعالی برای انجام کارهای مرتبط با شئ پردازش «روی شئ))(on-object) را ممکن می‌کنند. کارهایی نظیر نظارت بر وضعیت، جمع‌آوری داده‌های مرتبط و پاکسازی حافظه. علاوه بر حافظه‌های کاملاً منفعل (همان‌طور که در بالا گفته شد منظور حافظه ای است که در وب ذخیره می‌شود) و حافظه‌های فعال (با قابلیت ذخیره‌سازی روی اشیاء) انواع ترکیبی این دو نوع حافظه نیز موجودند که کارهای ساده‌تر را ((روی محصول» (on-product) انجام می‌دهند و انجام کارهای پیچیده‌تر را به زیرساخت‌های مبتنی بر سرور را برون سپاری (outsource) می‌کنند و هر دو عملیات را با یکدیگر هماهنگ نگه می‌دارند.

## حافظه محصول دیجیتال
حافظه‌های محصول دیجیتال(DPM) زیر مجموعه ای از حافظه شئ دیجیتال هستند که شامل حافظه‌هایی برای حفظ تمام مصنوعاتی است که به هدفی ساخته شده‌اند مثل ظرف‌ها و آثار هنری یا با ارزش و نادر مثل بشقابی از مرمر یا چراغی از جنس طلا. چنین اشیائی تمامی و ویژگی‌های یک محصول تجاری را ندارند با این وجود جعبه سیاه دیجیتالی که برای حفظ بقا به آنها متصل است موجب می‌شود که برای برخی برنامه‌ها قابل درک باشند.

## حافظه محصول معنایی
حافظه‌های محصول معنایی(SemProM) فراتر از این هستند چرا که آنها قادرند بر اساس فناوری‌های معنایی شبکه ای(semantic web technologies) محتوای خود را تبدیل به توضیحاتی می‌کند که برای ماشین قابل فهمند. اگه تعریف واضحی در حافظه محصول موجود نباشد تنها برخی از نرم‌افزارها می‌توانند از اطلاعات ذخیره شده روی حافظه محصول استفاده کنند. در سوی دیگر اما محتویات حافظه توسط هر نرم‌افزاری که به مفاهیم ابتدایی معرفت شناختی (epistemological primitives) و هستی‌شناسی(ontologies)، که برای ضبط محتوا روی این حافظه مورد استفاده قرار می‌گیرد، دسترسی داشته باشد قابل تفسیر هستند.